# Юнаковская волость (Сумский уезд)
Юнаковская волость — административно-территориальная единица Сумского уезда Харьковской губернии в составе Российской империи. Административный центр — село Юнаковка.
В состав волости входило 2127 дворов в 5-и поселениях 5-и сельских общин.
В 1885 году в волости проживало 6795 человек мужского пола и 6937 — женского. Крупнейшие поселения волости по состоянию на 1914 год:
- слобода Юнаковка — 8200 жителей;
- село Басовка — 4576 жителей.
- село Локня — 3041 житель.
- село Могрица — 5479 жителей.

Старшиной волости являлся Григорий Акимович Носуленко, волостным писарем был Никифор Максимович Сороченко, председателем волостного суда — Федор Васильевич Борисенко.